# مونودرام
مونودرام به یک قطعهٔ اپرا یا تئاتر گفته می‌شود که توسط یک بازیگر یا خواننده اجرا می‌شود که معمولاً نقش یک شخصیت (و نه چند شخصیت) را ایفا می‌کند.

## در اپرا
در اپرا، مونودرام در ابتدا به ملودرام‌هایی گفته می‌شد که تنها دارای یک نقش بودند، نظیر نظیر پیگمالیون اثر ژان-ژاک روسو، که در سال ۱۷۶۲ میلادی نوشته شد و در ۱۷۷۰ در لیون به نمایش درآمد.
اصطلاح مونودرام (که گاه به آن مونو اپرا نیز گفته می‌شود) به آثار مدرنی که تنها دارای یک تک‌خوان هستند اطلاق می‌شود؛ مانند دست‌خوش‌شانس اثر آرنولد شونبرگ که علاوه بر قهرمان داستان، دارای دو شخصیت صامت دیگر و نیز یک پرولوگ و اپیلوگ کر نیز هست.

## در درام گفتاری
نخستین نمونهٔ مونودرام در انگلستان، پاندورا (۱۷۹۰) اثر فرانک سیرز، دارای زمینه‌ای اسطوره‌ای بود که از قالب از حفظ خوانی خارج از صحنه برخوردار بود. رابرت ساوتی نیز از همین قالب جدید بهره برد و از سال ۱۷۹۳ تا ۱۸۰۴ یازده قطعهٔ دیگر را با همین نام تهیه کرد؛ متیو لوییس نیز در نمایشنامهٔ خود با نام اسیر، که به شدت ملودراماتیک بود و به‌صورت عمومی اجرا شد، از همین قالب بهره برد. تعداد کمی از نمایش‌های دیگر توانستند به اجرای روی صحنه برسند و مونودرام خیلی زود پیوند خود با موسیقی را از دست داد. اصطلاح تک‌گویی نمایشی برای اشاره به چنین آثاری به کار گرفته شد، هرچند که استفاده از اصطلاح «مونودرام» نیز همچنان رایج ماند. نیم قرن بعد، تنیسون اثر خود با نام ماود (۱۸۵۵) را به عنوان یک مونودرام معرفی کرد، و ویلیام لنکستر نیز مجموعه ابیاتی را تحت عنوان اکلوگ‌ها و مونودرام‌ها در ۱۸۶۴ منتشر کرد.